# 최태수
최태수(본명: 김홍원, 1983년 11월 29일 ~ )는 대한민국의 가수이다.

## 음반
- 2007년 살랑살랑
- 2011년 살랑살랑
- 2015년 1집 당신께 사랑을 Love To You